# Кармартен
Карма́ртен (англ. Carmarthen, валл. Caerfyrddin) — город на юго-западе Уэльса, исторический и нынешний центр графства Кармартеншир. Стоит на реке Тауи, ранее важный порт.

## История
Основан во время римского завоевания Британии в конце I века н. э. как форт Моридунум (от бриттского Mori-dunon «морская крепость»), столица племени деметов. После ухода римлян приходит в упадок, но примерно в 1094 году норманский лорд Уильям фиц Балдуин отстраивает в Кармартене замок, который позже несколько раз был разрушен (в частности, Лливелином Великим и Оуайном Глиндуром). После присоединения Уэльса к Англии город теряет стратегическое значение. С XVIII века начинает развиваться металлургия и угледобыча, хотя и не в таких масштабах как в юго-восточном Уэльсе. Город становится важным портом на реке Тауи, через него проходит железная дорога между Суонси и Фишгардом.
В Кармартене расположены Тринити-колледж, второе (после колледжа св. Давида в Лампетере) по времени основания высшее учебное заведение Уэльса, штаб-квартира полицейского округа Диведа и Поуиса и региональный госпиталь Западного Уэльса.

## Города-побратимы
- Пуэнтес-де-Гарсиа-Родригес, Галисия, Испания
- Леневан, Бретань, Франция
- Санта-Маринелла, Италия